# Xenia novaecaledoniae
Xenia novaecaledoniae is een zachte koraalsoort uit de familie Xeniidae. De koraalsoort komt uit het geslacht Xenia. Xenia novaecaledoniae werd in 1974 voor het eerst wetenschappelijk beschreven door Verseveldt. 